# Арагон (графство)
Гра́фство Араго́н (араг. Condato d'Aragón) — средневековое графство на территории современной испанской провинции Арагон. Столицей графства был город Хака. Возможно, что первоначально называлось графство Хака (араг. Jaca). Возникло в результате объединения в конце VIII — начале IX века христианских территорий центральной зоны северо-востока Иберийского полуострова, сложившихся после походов Каролингов.

## Образование графства
Земли, вошедшие в состав графства, в 714—720 годах были захвачены арабами и включены в состав мусульманского государства Аль-Андалус (позже — Кордовский эмират). Но во второй половине VIII века расширяющееся франкское государство Карла Великого вошло в соприкосновение с Кордовским эмиратом. Используя междоусобицы между мусульманскими правителями, франки несколько раз пытались захватить Уэску и Сарагосу, но удалённость этих земель и труднопроходимость Пиренеев для рыцарской конницы способствовали утрате интереса к этим землям у Каролингов. Но на освобождённых территориях под контролем франков была образована Испанская марка, составлявшая вместе с герцогством Гасконь и графством Тулуза рубеж для защиты от арабов.
В 798/802 годах франки основали несколько военных плацдармов в области. Франкский граф Ауреоло (ум. 809) установил контроль над Хакой и рядом других замков. Он традиционно считается первым графом Арагона.
После смерти Ауреоло в 809 году король Аквитании Людовик I Благочестивый назначил новым графом Арагона Аснара I Галиндеса (ум. 839). В его владении оказалась долина реки Арагон, но область Собрарбе была захвачена мусульманским феодалом Амрусом ибн Юсуфом, вали Уэски. Только к 814 году Аснар смог возвратить захваченную после смерти Аурелио Собрарбе. Тогда же Аснар заключил союз с местным феодалом Гарсией (ум. 833), женившимся на его дочери. Но уже в 820 году Гарсия поссорился с Аснаром. Он развёлся с дочерью Аснара, взял в жёны дочь короля Памплоны Иньиго I Аристы и при его поддержке выгнал Аснара из Арагона. В 824 году Гарсия и Иньиго с помощью главы рода Бану Каси Мусы II ибн Мусы, вали Сарагосы, разбили франкскую армию под управлением герцога Гаскони Аснара Санчеса. В 833 году Гарсию на посту графа Арагона сменил его сын Галиндо Гарсес (ум. 844).

## Наследственное графство
После смерти бездетного Галиндо в 844 году новым графом Арагона стал Галиндо I Аснарес (ум. 867), вероятно, сын Аснара I. До этого он был графом Урхеля, Сердани, Пальярса и Рибагорсы, но они были отобраны у него императором Людовиком Благочестивым. Он вступил в союз с Мусой ибн Мусой и королём Памплоны Иньиго I Аристой. Благодаря этому союзу Галиндо I удалось сделать Арагон наследственным владением своего рода. Его наследники, Аснар II Галиндес (ум. 893) и Галиндо II Аснарес (ум. 922) ещё более упрочили союз благодаря династическим бракам с представительницами Памплонского королевского дома.

## Присоединение к Наварре
После смерти в 922 году Галиндо II, не оставившего сыновей, несколько окрестных сеньоров предъявили свои права на Арагон. Наиболее могущественным из них был король Наварры Санчо I Гарсес, чьей первой женой была Уррака, сестра умершего графа. Несмотря на наличие у дочерей Галиндо II прав на отцовское наследство, король Санчо I объявил себя его правителем. В этом же году по его инициативе епископ Памплоны Галиндо основал на территории Арагона подчинённое его епархии епископство с резиденцией в монастыре Сасау, что поставило Арагон также и в церковную зависимость от Наварры.
Права Санчо I Наваррского на Арагон оспорил муж другой сестры графа Галиндо II, вали Уэски Фортун ал-Тавил. Война между соперниками продолжалась до 924 года, когда они достигли соглашения, согласно которому графиней Арагона была признана Андрегота Галиндес (ум. 972), дочь Галиндо II. Соглашение предусматривало, что в этом же году состоится её помолвка с 5-летним сыном короля Санчо I, Гарсией, а впоследствии она выйдет за него замуж. Таким образом графство Арагон соединялось с королевством Наварра на основе личной унии. Однако реально управляли графством короли Наварры, в то время как Андрегота проживала в одном из своих поместий и не оказывала никакого влияния на управление.
В 943 году брак Гарсии и Андреготы был аннулирован, но Гарсия сохранил за собой Арагон, управляя им до своей смерти в 970 году и приняв титул Король Нахеры и Арагона. Андрегота удалилась в подаренный ей мужем монастырь Айбар, где проживала до самой своей смерти в 972 году.
Несмотря на развод Андреготы с Гарсией, их сын Санчо Абарка сохранил за собой статус наследника и после смерти отца сам взошёл на престол Королевства Наварры. В составе Наварры Арагон оставался до смерти в 1035 году короля Санчо III Великого, когда его владения были разделены между четырьмя сыновьями. Арагон, ставший с этого момента королевством, получил незаконный сын Санчо, Рамиро I (ум. 1063).

## Список графов Арагона

### Франкские графы
- около 800—809: Ауреоло (ум. 809)

### Наследственные графы
династия Галиндес
- 809—820: Аснар I Галиндес (ум. 839), также граф Урхеля и Сердани с 820

династия Веласкотенес
- 820—833: Гарсия I Галиндес Злой (ум. 844)
- 833—844: Галиндо Гарсес (ум. 844)

династия Галиндес
- 844—867: Галиндо I Аснарес (ум. 867), также граф Урхеля 832—838, Сердани 832—832, Палларса и Рибагорсы 833—844
- 867—893: Аснар II Галиндес (ум. 893)
- 893—922: Галиндо II Аснарес (ум. 922)
- 922—943: Андрегота Галиндес (ум. 972)
муж: Гарсия I Санчес (ум. 970), король Наварры

Наваррский дом (династия Хименес)
- 943—970: Гарсия II Санчес (ум. 970), король Наварры (Гарсия I) с 925
- 970—994: Санчо I Гарсес Абарка (ум. 994), король Наварры (Санчо II)
- 994—1000: Гарсия III Дрожащий (ум. 1000), король Наварры (Гарсия II)
- 1000—1035: Санчо II Великий (ум. 1035), король Наварры (Санчо III), также граф Кастилии и «император всей Испании»